# Венеційська Вікіпедія
Венеційська Вікіпедія (вен. Wikipedia) — розділ Вікіпедії венеційською мовою. Створена у 2005 році. Венеційська Вікіпедія станом на 17 серпня 2025 року містить 69 443 статті, 39 184 зареєстрованих користувачів, 39 активних дописувачів, 4 адміністраторів
. Загальна кількість сторінок в венеційській Вікіпедії — 143 213, редагувань — 1 219 350, завантажених файлів — 724
. Глибина (рівень розвитку мовного розділу) венеційської Вікіпедії дуже мала і становить лише 9.6 пунктів

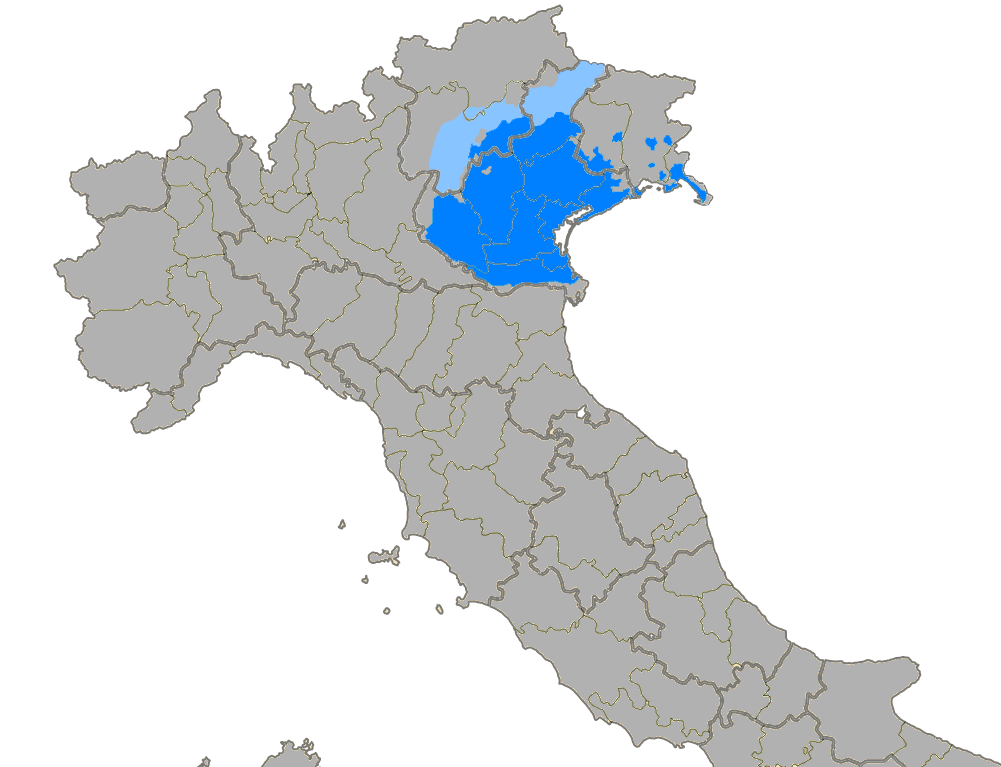
Розповсюдження венеційської мови.

. 

## Історія
- Лютий 2006 — створена 100-та стаття[3].
- Червень 2006 — створена 1 000-на стаття[3].
- Квітень 2013 — створена 10 000-на стаття[3].